# Pristimantis unistrigatus
Pristimantis unistrigatus é uma espécie de anfíbio  da família Craugastoridae.
Pode ser encontrada nos seguintes países: Colômbia e Equador.
Os seus habitats naturais são: regiões subtropicais ou tropicais húmidas de alta altitude, matagal tropical ou subtropical de alta altitude, campos de altitude subtropicais ou tropicais, terras aráveis, pastagens, plantações , jardins rurais, áreas urbanas e florestas secundárias altamente degradadas.